# Андреу, Стелиос
Стелиос Андреу (греч. Στέλιος Ανδρέου; род. 24 июля 2002, Никосия) — кипрский футболист, защитник клуба «Шарлеруа» и сборной Кипра.

## Биография

### Клубная карьера
Воспитанник клуба «Олимпиакос» Никосия. В основной состав начал привлекаться с сезона 2019/20, однако тогда на поле не вышел. Дебютировал в чемпионате Кипра 23 августа 2020 года в матче против АЕЛ Лимасол, в котором провёл на поле все 90 минут.

### Карьера в сборной
За основную сборную Кипра дебютировал 27 марта 2021 года в матче отборочного турнира чемпионата мира 2022 против сборной Хорватии, в котором вышел на замену на 82-й минуте вместо Константиноса Лайфиса.